# Ida Wasserman
Pour les articles homonymes, voir Wasserman.
Ida Wasserman, née le 15 janvier 1901 à Anvers et morte le 22 janvier 1977 à Leyde, est une actrice néerlandaise.

## Biographie
Elle naît dans une famille flamande d'origine juive.
Elle est formée au Conservatoire royal d'Anvers où elle a obtenu son diplôme en 1921. Elle a fait ses débuts au Koninklijke Nederlandse Schouwburg (Anvers) (nl). 
Ses rôles les plus célèbres incluent Viola dans La Nuit des rois de William Shakespeare, Desdemona dans Othello ou le Maure de Venise de Shakespeare, Lola dans M'n kleine Sheba kom terug de William Inge, Essi dans The great Sebastians de Howard Lindsay et Russel Crouse, Phoebe Rice dans De humorist de John Osborne, Nora Melody dans De dag van Talavera de Eugene O'Neill, Jeanne la Folle dans De Kardinaal van Spanje de Henry de Montherlant, Laura dans De schaduw van twijfel de Norman King, Mary Tyrone dans Tocht naar het duister de O'Neill, Nommsen dans De meteoor de Friedrich Dürrenmatt, Hilde Latymer dans Lied in de schemering de Noël Coward, Meg dans Het verjaardagsfeest de Harold Pinter, Carlotta dans Vriend Antoine de Jean Anouilh et femme dans t Is voorbij de Edward Albee.

## Récompenses
- Theo d'Or (1956 et 1959)